# Френ (Долина Марне)
Френ (фр. Fresnes, Val-de-Marne) град је у Француској, у департману Долина Марне.
По подацима из 1999. године број становника у месту је био 25.213.

## Демографија
| 1962.  | 1968.  | 1975.  | 1982.  | 1990.  | 1999.  | 2011.  |
| ------ | ------ | ------ | ------ | ------ | ------ | ------ |
| 21.527 | 26.847 | 28.539 | 25.902 | 26.959 | 25.213 | 26.371 |